# Atentado de Ansbach
El ataque suicida tuvo lugar el 24 de julio de 2016; doce personas resultaron heridas, tres de gravedad, cerca de un bar a la entrada al festival de música Musikfestivals Ansbach Open, en Ansbach, Alemania.  El suicida y único muerto en el suceso, era un hombre sirio de 27 años a quien poco antes le había sido denegado el asilo.
El incidente siguió a otros tres ataques dentro de Alemania en el decurso de una semana, incluyendo el ataque con machete perpetrado por un hombre sirio de 21 años, a quien también se le había denegado el asilo, que mató así a su compañera de trabajo en un restaurante, una mujer polaca embarazada de 45 años, el día anterior (catalogado como violencia de género), el tiroteo que mató a nueve personas en Múnich tres días antes, efectuado por un joven desequilibrado que luego se suicidó, y el ataque con un hacha contra los pasajeros de un tren en Wurzburgo cometido por un refugiado afgano de 17 años, que seguía las directrices del Estado Islámico (dejó la confesión en vídeo colgada en YouTube) y fue abatido por agentes policiales.
Como en el suceso del tren, el EI (Estado Islámico) asumió la autoría al día siguiente y reconoció al autor como "un soldado". En el teléfono móvil del atacante, Mohamed Dalil, se halló un vídeo donde se grabó jurando lealtad al grupo terrorista y amenazando con más futuros atentados en el país.

## Acontecimientos
A las 22:12 CEST (20:52 UTC), explotó una bomba ante el Bar de Eugene (en alemán: Eugens Weinstube) en Ansbach, cerca de Núremberg La explosión ocurrió en frente de la entrada al festival de música Musikfestivals Ansbach Open con una asistencia de alrededor 2,500 personas. Al comienzo se pensó que había sido causada por un escape de gas. El suicida, conocido por la policía después de haber intentado suicidarse en dos ocasiones durante los meses previos al ataque, traía una mochila-bomba llena de tornillos, clavos, y varias piezas de metal (de las empleadas en la mecanización de la madera), que hizo estallar cuando le fue negada la entrada al festival de música, dado que no traía entrada, poco antes de la explosión. El personal de emergencia se acercó al suicida después de la explosión en un intento de reanimarlo, pero ya había muerto.
A raíz del atentado, el festival de música fue cancelado y los alrededores inmediatos donde ocurrió, fueron evacuados. Joachim Herrmann, el ministro de interior bávaro, dijo que las autoridades alemanas investigarían formas de impedir el abuso en el sistema de asilo.